# Sally Potocki
Sally Potocki (* 11. Februar 1989 in Melbourne) ist eine australische Handballnationalspielerin. Die gebürtige Polin spielte ebenfalls Basketball in der höchsten australischen Spielklasse.

## Karriere
Potocki spielte anfangs Basketball beim australischen Club Sydney Comets. Anschließend ging sie zwischen 2007 und 2011 in der australischen Profiliga WNBL auf Korbjagd, wo sie für die Sydney Uni Flames auflief. 2011 wechselte sie die Sportart und spielte fortan Handball in Sydney. Anfang 2012 schloss sie sich dem deutschen Bundesligisten HSG Blomberg-Lippe an. Im Sommer desselben Jahres unterschrieb die Rückraumspielerin einen Zweijahresvertrag beim Zweitligisten Borussia Dortmund. In der Saison 2014/15 stieg sie mit Borussia Dortmund in die Bundesliga auf. Potocki erzielte im Saisonverlauf 100 Treffer, womit sie die torgefährlichste Spielerin ihrer Mannschaft war. Ab dem Sommer 2016 stand sie bei Bayer Leverkusen unter Vertrag. Nach der Saison 2018/19 kehrte sie aus privaten Gründen nach Australien zurück. Zuvor half sie beim TV Beyeröhde im Erstrundenspiel des DHB-Pokals 2019/20 gegen die SG 09 Kirchhof aus.
Potocki gehört dem Kader der australischen Nationalmannschaft an, für die sie bis November 2013 35 Länderspiele bestritt. Mit Australien nahm sie an der Weltmeisterschaft 2013 teil. Potocki erzielte 48 Treffer in sieben Partien. 2019 nahm sie erneut an der Weltmeisterschaft teil. Im Turnierverlauf erzielte sie 47 Treffer.
Neben dem Hallenhandball spielt Potocki auch Beachhandball. Mit der Mannschaft Brest Bretagne Handball – Ligue de Bretagne nahm sie am EHF Beach Handball Champions Cup 2022 teil und belegte den letzten Platz. Seit 2023 ist sie zudem australische Nationalspielerin und gewann mit der Mannschaft den Titel bei den Ozeanien-Meisterschaften 2023. Ein Jahr später nahm sie an der Beachhandball-Weltmeisterschaft teil.